# Heinrich Thorbecke
Andreas Heinrich Thorbecke (Meiningen, 14 marzo 1837 – Mannheim, 3 gennaio 1890) è stato un orientalista e filologo tedesco.

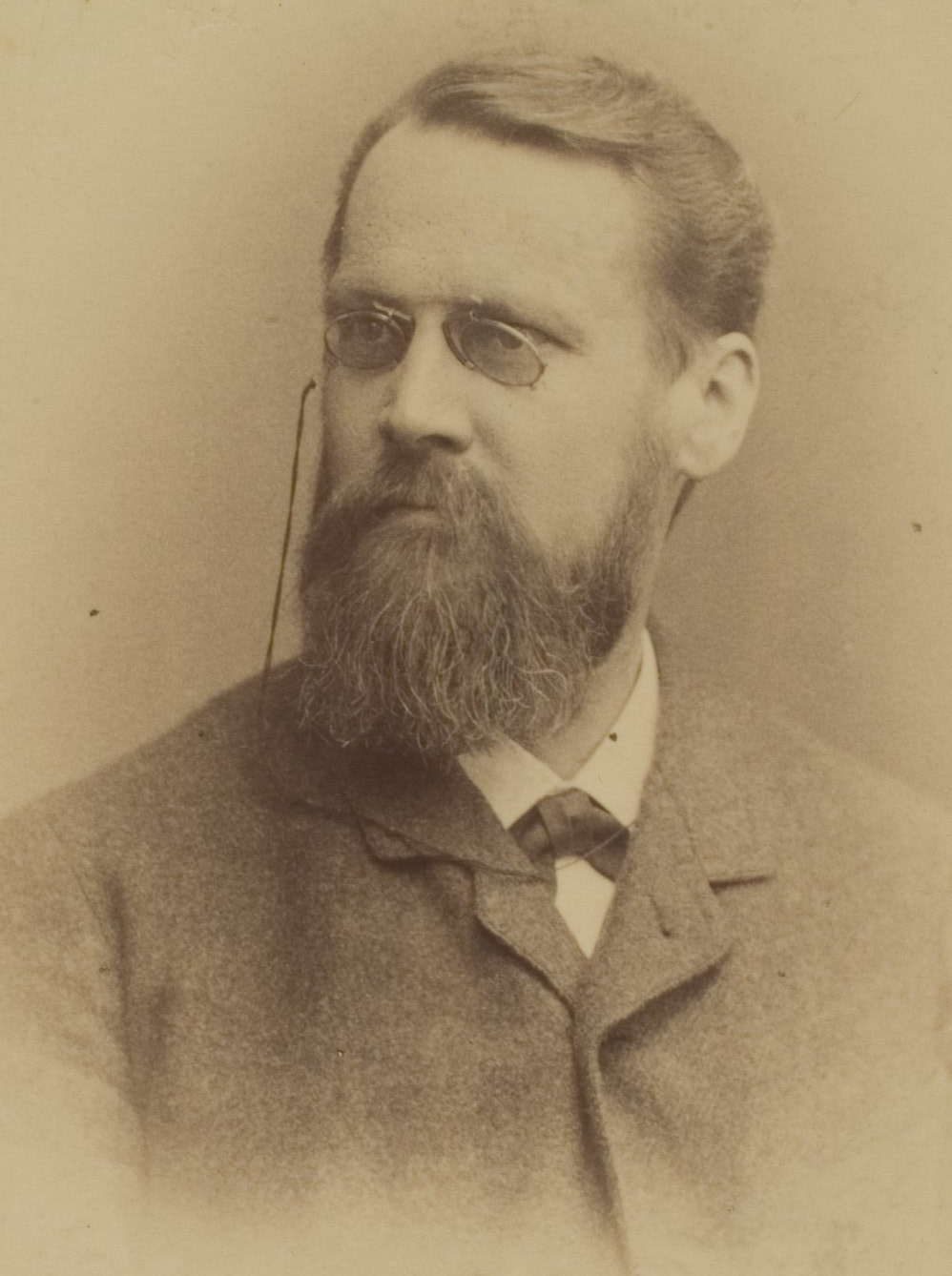
Heinrich Thorbecke.

I suoi studi erano diretti principalmente alla poesia dei beduini e alla storia dell'arabo.

## Biografia
Studiò presso le università di Monaco e Lipsia, dove fu allievo di Heinrich Leberecht Fleischer. Nel 1873 fu nominato professore associato presso l'Università di Heidelberg, per poi trasferirsi a Halle nel 1885, dove conseguì la cattedra nel 1887.

## Opere
- Antarah, ein vorislamitischer Dichter (1867).
- Al-Harīri's Durrat-al-gawwas (1871).
- Al-A'schā's Lobgedicht auf Mahammed (1875).
- Ibn Duraid's Kitāb al-malāhin (1882).
- Die Mufad-dali-jāt (1885).
- Mihail Sabbag's Grammatik der arabischen Umgangssprache in Syrien und Aegypten (M. Sabbâg's Grammar of Conversational Arabic in Syria and Egypt, 1886).